# Barbucca
Barbucca is een monotypisch geslacht van straalvinnige vissen uit de familie van de bermpjes (Nemacheilidae).

## Soort
- Barbucca diabolica Roberts, 1989